# Karel Dujardin
Karel Dujardin (született Amszterdamban, 1626. szeptember 27-én keresztelték meg – meghalt Velencében, 1678. november 20-án) holland állat- és tájképfestő, rézkarcoló. A holland aranykor művésze; hírnevét elsősorban itáliai stílusú tájképeinek köszönheti. A zsánerképeikről ismert Bambocciantik tagja.

## Életpályája
Noha Karel Dujardin minden bizonnyal Amszterdamban született, születési adatairól semmilyen forrás nem maradt fenn. Egy 1672. május 16-án kelt hivatalos bejegyzés szerint abban az évben Dujardin 50 éves volt, így egyes kutatók úgy vélik, hogy a festő valójában 1622-ben született, bár általában elismerik, hogy a dokumentum tartalma meglehetősen bizonytalan. Karelt 1626. szeptember 26-án keresztelték meg az amszterdami evangélikus templomban.

Családi hátteréről sem sokat tudni. Korai festői gyakorlatáról is jobbára csak feltételezik, hogy első ecsetvonásait Nicolaes Berchem és Paulus Potter mesterek műhelyeiben tette meg.
Valamikor 1646 körül mehetett meg első itáliai körútjára, bár ez az önéletrajzi adat is elég bizonytalan. Egyes művészettörténészek ugyanis Dujardin munkái alapján ezt a kort túl későinek tartják az első itáliai tapasztalatszerzéshez. Az bizonyos, hogy Rómában tagja lett a Festők Társaságának, ahol a Barba di Becco álnevet viselte. Itáliában sokat fejlődött technikája, és fiatalkori útja idején elismert festővé vált Itáliában. Egyes források szerint Rómából körülbelül 1648-49 körül indult haza, de útja során Lyonban tetemes adósságot halmozott fel, amelytől csak úgy tudott megszabadulni, hogy feleségül vette idős, de gazdag patrónáját. Tehetős feleségének segítségével 1649-ben Párizsba költözött, a Rue de Petit-Champs-ra. Röviddel ezután Amszterdamba tért vissza, ahol a kor egyik megbecsült festőjévé vált, és igen jó árú megrendeléseket kapott. Mégis 1650-ben újra Párizs felé vette útját, feltételezhetően megszökött első feleségétől, ugyanis még ugyanabban az évben újranősült egy francia faluban egy bizonyos Susanna Van Roy nevű lánnyal.

1651 februárjában újra Amszterdamba költözött, ahol ezúttal egészen 1656-ig letelepedett. Ezt követően Hágába utazott, ahol részt vett a Pictura nevű festői egyesület megalapításában, és a Schutterij tagja lett. 1659 elején tért vissza Amszterdamba.
1675. március 24-én a hollandiai Texel szigetére utazik, ahol augusztus 2-án hajóra száll Itália felé. Útja során érinti Dunkerque városát, Dovert, Portsmouth-t, a Berlengas szigeteket, Cádiz-t és október 5-én Tangert is. Egy nappal később Málaga kikötőjében volt, és egy héttel később Algírban. Csak röviddel az év vége előtt érte el úti célját: Rómát. Itáliában szívélyesen fogadták régi barátai, sőt megrendelői is, így nagyobb luxust engedhetett meg magának. Az örök városban Dujardin a Bentvueghels társaság tagja lett, ahol a Bokkenbaard, azaz kecskeszakáll becenevet kapta. Más források szerint viszont Dujardin nem a festői társaságban kapta ezt a becenevet.

1678-ban Velencébe utazott, ahol november 20-án meghalt.

## Művei
Dujardin festészete több műfajt is felölelt. Majorokat, parasztokat és háziállatokat ábrázoló tájképei mellett festett portrékat, történelmi és bibliai jeleneteket, életképeket és állat portrékat is. Tájképei élénk és harmonikus hangulatot árasztanak, alakjainak arca mindig kifejezi azok érzelmeit, és élénk színhasználata is egyedülállóan jellemzi festészetét. A műkereskedelemben Dujardin képei ritkának, és nagyon értékesnek számítanak.

Elsősorban a Michiel de Ruyter portréjával vált ismertté Németalföldön. Ennek ellenére a portrék és a vallási témájú festmények feltehetően megrendelésre készültek, ugyanis ezek rendre elütnek szokásos festői stílusától. Tóbiás és az angyal című festményét Budapesten a régi Képtárban őrzik, Nemes Marcell ajándékozta a Szépművészeti Múzeumnak 1908-ban.

Festményeinek témáit alapul véve Dujardin összesen 52 rézkarcot készített, amelyek könnyedsége és hangulata sajátos stílusából fakad.

## Képgaléria

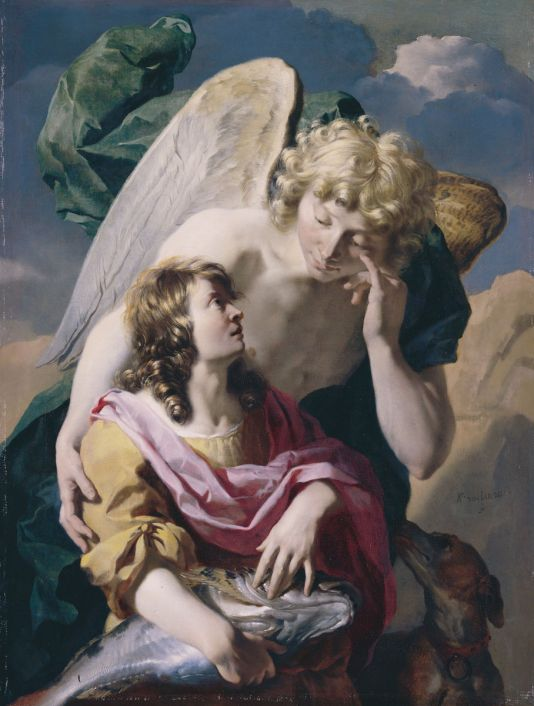
Tóbiás és az angyal
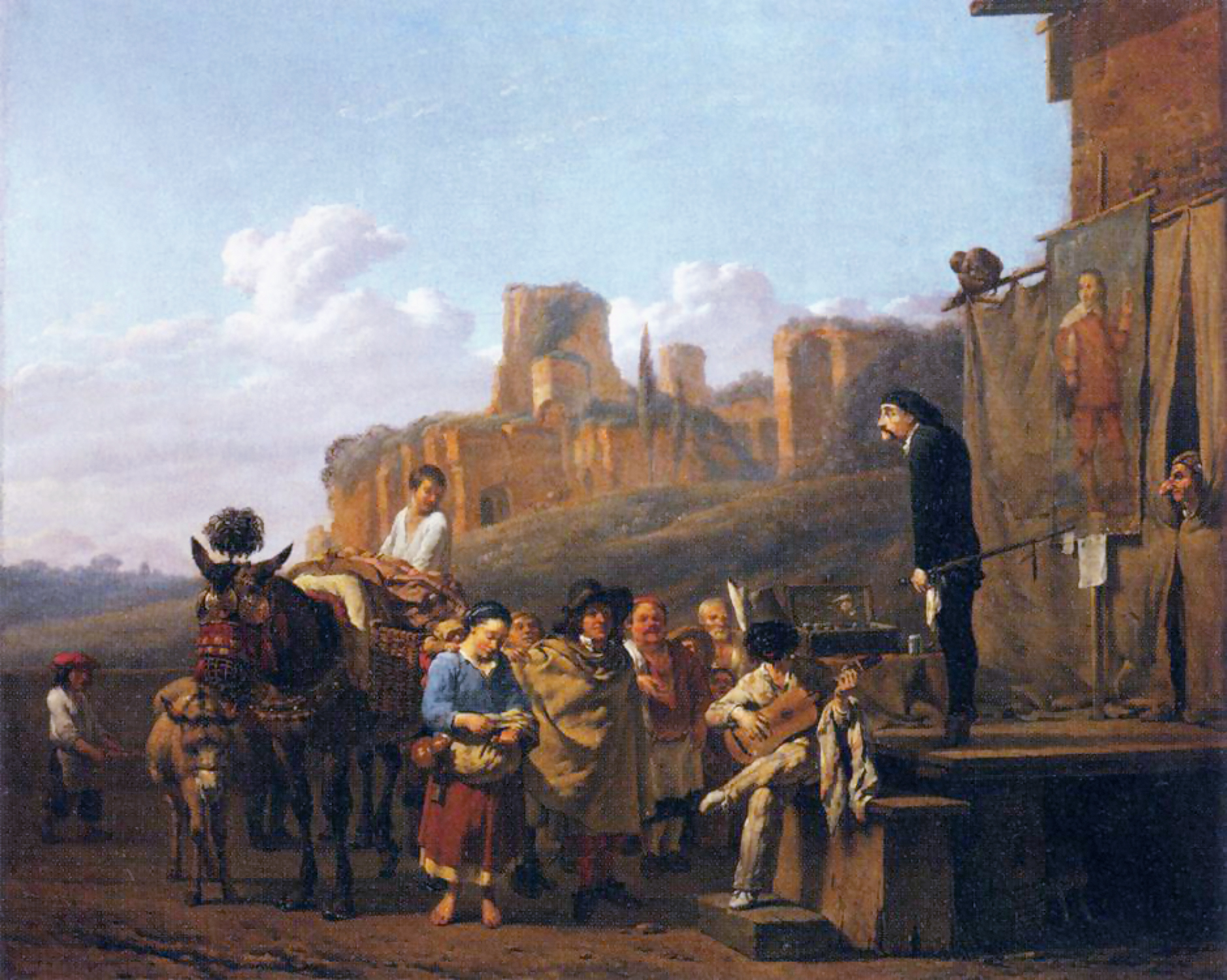
Itáliai sarlatánok
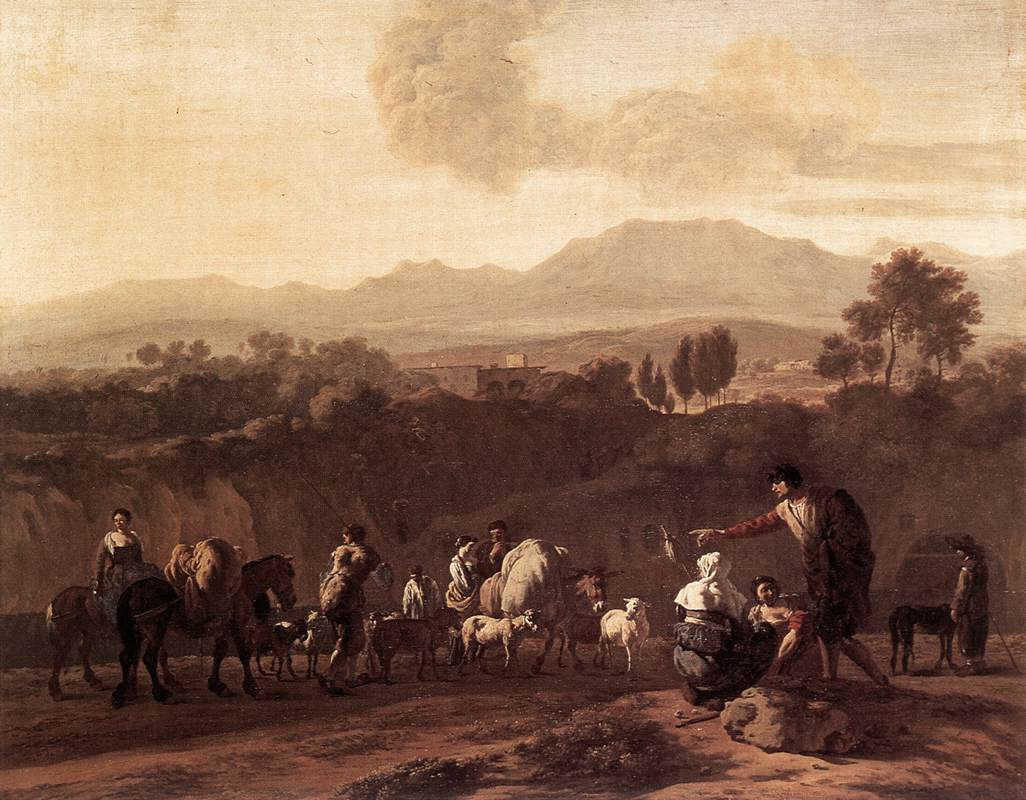
Campagnai tájkép
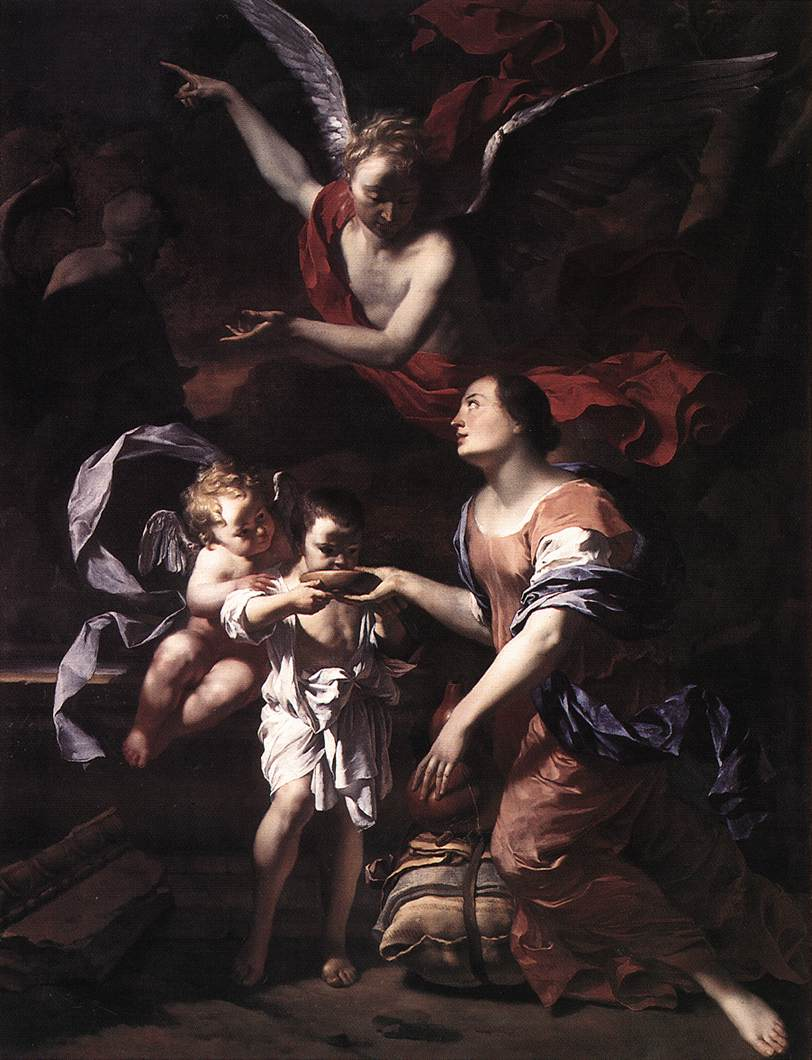
Hágár és Ismáel a sivatagban
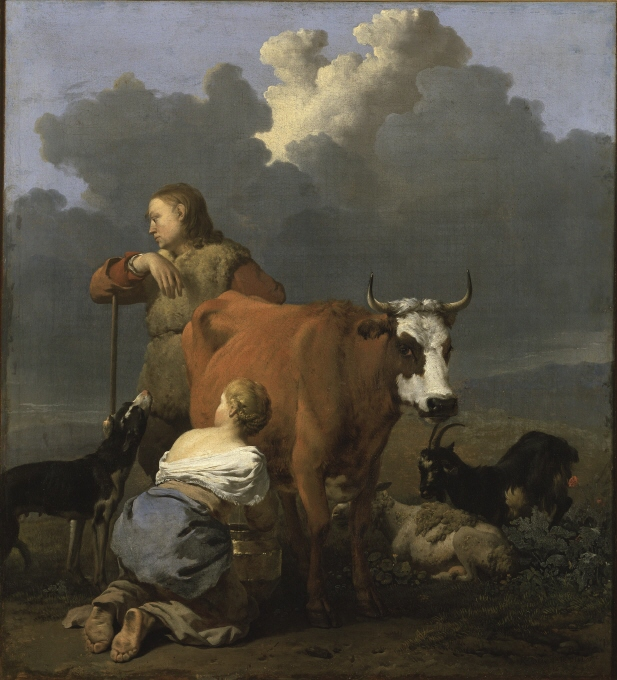
Fejő nő
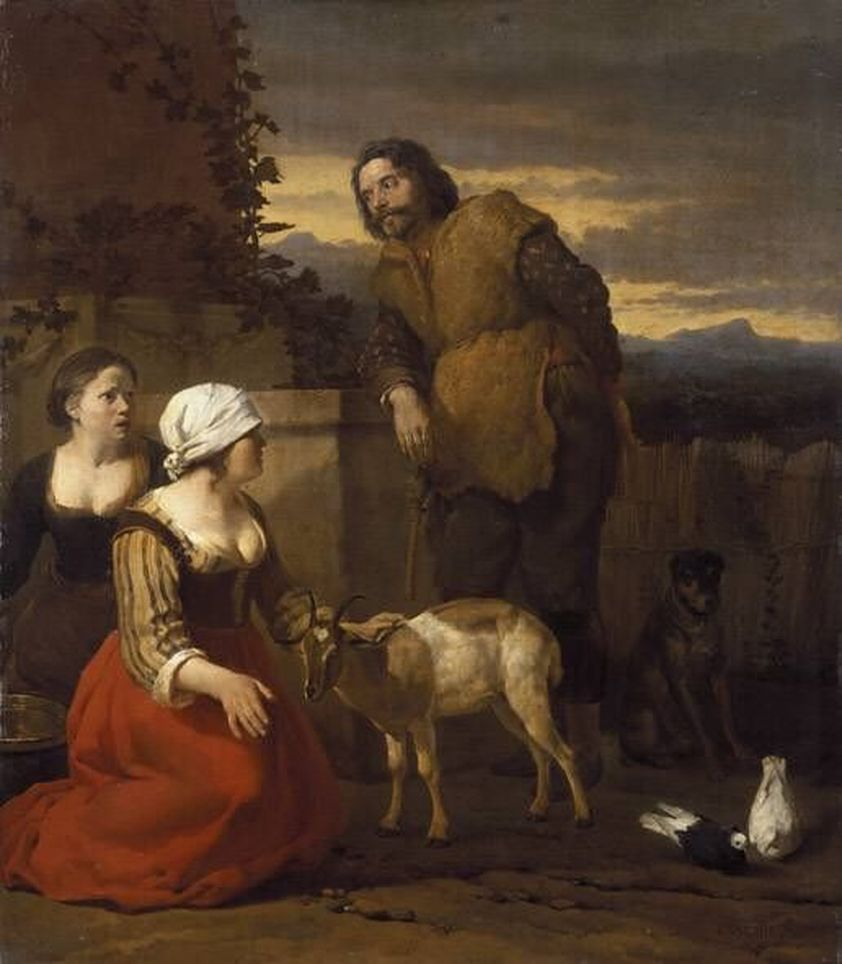
A beteg kecske
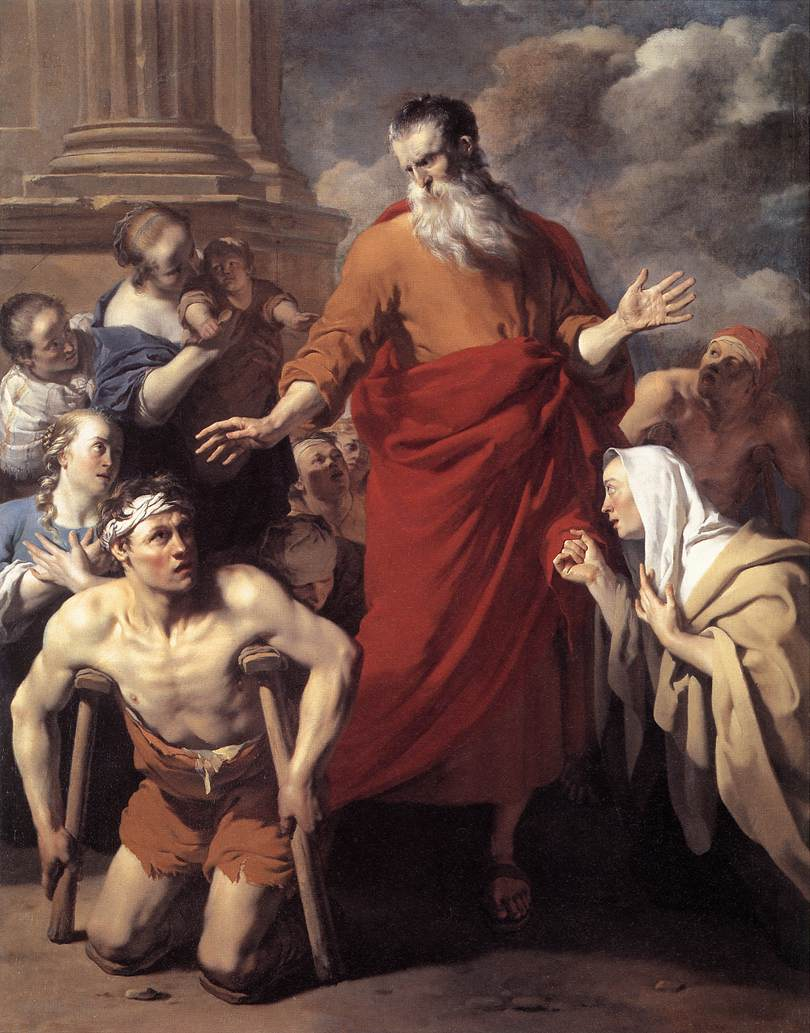
Szent Pál meggyógyítja a bénát Lystrában
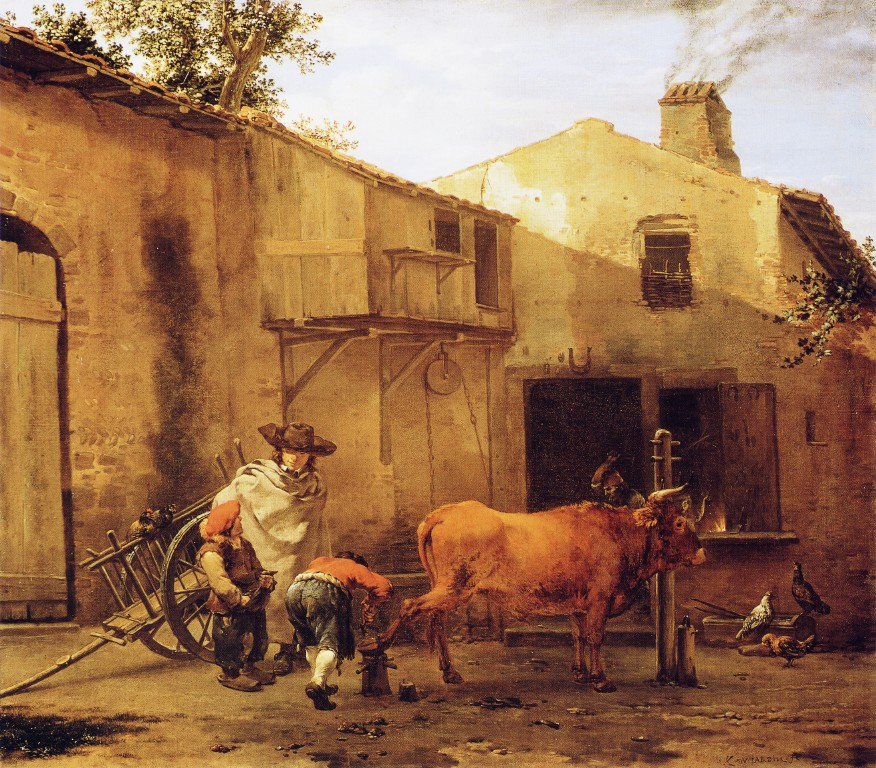
ökröt patkoló kovács

## Fordítás
- Ez a szócikk részben vagy egészben  a   Karel Dujardin című francia Wikipédia-szócikk fordításán alapul.  Az eredeti cikk szerkesztőit annak laptörténete sorolja fel. Ez a jelzés csupán a megfogalmazás eredetét és a szerzői jogokat jelzi, nem szolgál a cikkben szereplő információk forrásmegjelöléseként.